# Jordi Ramisa Martínez
Jordi Ramisa Martínez (* 6. října 1960 Barcelona) je katalánský architekt, sochař a učitel výtvarné výchovy.
Studoval na Lycée Français de Barcelona. V roce 1979 získal titul bakaláře na Académie de Toulouse a na Université Paul Sabatier. Architektem se stal na Katalánské polytechnické univerzitě roku 1994. Je spoluautorem, spolu se sochařem Josepem Ramisem i Vallcorbou, patnácti předních stran série oficiálních pamětních medailí z XXV. olympijských her, Barcelona 1992.

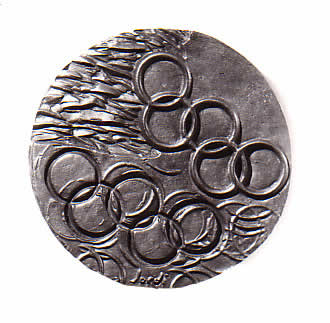
medaile z XXV. olympijských her
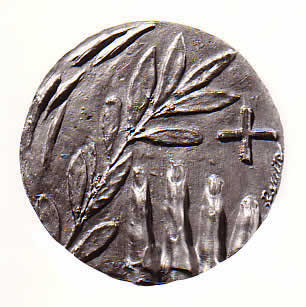
medaile z XXV. olympijských her